# Jerónimo Osa Osa Ecoro
Jerónimo Osa Osa Ecoro (Añisoc, noviembre de 1963) es un político y economista ecuatoguineano, actual Secretario General del Partido Democrático de Guinea Ecuatorial (PDGE).
En 2004 fue nombrado Viceministro de Infraestructuras y Urbanismo. En agosto de 2006 fue designado Viceministro de Trabajo y Seguridad Social y en mayo de 2008 recibió los cargos de Ministro de Información, Cultura, Turismo y Portavoz del Gobierno, puestos en los que permaneció hasta mayo de 2012.
A partir de 2013 se desempeñó como miembro de la Cámara de los Diputados, siendo portavoz del grupo parlamentario del PDGE en esta institución.
En octubre de 2013 fue nombrado Secretario General del PDGE, sucediendo a Lucas Nguema Esono.